# Slavkov (Zlín)
Slavkov (in tedesco Slawkow) è un comune della Repubblica Ceca facente parte del distretto di Uherské Hradiště, nella regione di Zlín.